# Alfred Jermaniš
Alfred Jermaniš (21 de gener de 1967) és un futbolista eslovè. Va disputar 29 partits amb la selecció d'Eslovènia.

## Estadístiques
| Selecció d'Eslovènia | Selecció d'Eslovènia | Selecció d'Eslovènia |
| Anys                 | Partits              | Gols                 |
| -------------------- | -------------------- | -------------------- |
| 1992                 | 1                    | 0                    |
| 1993                 | 2                    | 0                    |
| 1994                 | 9                    | 1                    |
| 1995                 | 7                    | 0                    |
| 1996                 | 3                    | 0                    |
| 1997                 | 2                    | 0                    |
| 1998                 | 5                    | 0                    |
| Total                | 29                   | 1                    |